# Magnezijev karbonat
Magnezijev karbonat (MgCO3) u prirodi se nalazi kao mineral magnezit i u smjesi s kalcijevim karbonatom kao dolomit.
Dodavanjem natrijeva karbonata otopini magnezijeva sulfata (gorka sol), istaloži se bazični magnezijev karbonat (magnesia usta), koji, osušen, tvori bijeli prah/prašak. Rabi se za proizvodnju drugih spojeva magnezija, kao zubni prašak, punilo za boje s magnezijevim hidroksidom (tzv. magnezijeva bijela boja; 3 MgCO3 x Mg(OH)2), papir, kaučuk, i drugo. U medicini se koristi protiv viška kiseline, za arsenov oksid (As2O3, mišomor) i metalne soli, kao posip za rane, itd.

## Vanjske poveznice
- Magnesium Carbonate, Packaging Type: Packet, Rs 28 /kilogram Shree Ambika Minerals | ID: 14570503830